# MS Rotterdam
 (juillet 2010).
Le MS Rotterdam est un navire de croisière de la société Holland America Line.
Le Rotterdam est le sister-ship de l’Amsterdam.
En 2020, comme les autres sociétés du groupe Carnival, la société est durement touchée par les conséquences économiquess de la crise sanitaire du Covid19 et annonce en juillet qu'elle vend quatre de ses paquebots de croisière : MS Rotterdam ainsi que MS Maasdam, MS Veendam et MS Amsterdam. L'acquéreur du MS Rotterdam est la compagnie Fred. Olsen Cruise Lines.

## Itinéraire
Le MS Rotterdam réalise des croisières en Amérique Centrale, au départ de Tampa, et à partir de 2020, au départ de Fort Lauderdale, près de Miami, pendant l’hiver européen. Puis, le bateau se dirige ensuite vers l’Europe aux alentours d’avril, où il réalise certaines croisières, notamment en mer Méditerranée. Les principaux ports d’arrêt du MS Rotterdam sont:
En Amérique :
- Tampa (jusqu’en 2019)
- Fort Lauderdale (À partir de 2020)
- Key West
- Santo Tomás de Castilla
- Roatán
- Majahual (Costa Maya Port)
- Cozumel
- Bermudes

En Europe :
- Amsterdam
- Açores
- Brest
- Cherbourg-en-Cotentin
- Calais
- Zeebruges

## Ponts
Le Rotterdam dispose de 10 ponts :
- Pont 1 : Dolphin
- Pont 2 : Main
- Pont 3 : Lower Promenade
- Pont 4 : Promenade
- Pont 5 : Upper promenade
- Pont 6 : Verandah
- Pont 7 : Navigation
- Pont 8 : Lido
- Pont 9 : Sport
- Pont 10 : sky

### Pont 1 - Dolphin
Le pont "Dolphin" du Ms Rotterdam dispose de :
- Infirmerie
- Réception
- Laverie

### Pont 2 - Main
Le pont "Main" du Ms Amsterdam dispose de :
- Laverie

### Pont 3 - Lower promenade
Le pont "Lower Promenade" du Ms Rotterdam dispose de :
- Atrium
- Bureau du Directeur de l'hôtel
- Laverie

### Pont 4 - Promenade
Le pont "Promenade" du Ms Rotterdam dispose de :
- Théâtre "Queen's"
- Galerie photos
- Commissariat
- Magasin de photo
- Galerie d'art
- Bureau des excursions
- Atrium
- Bar "wine tasting"
- Centre d'art culinaire
- Théâtre "Wajang"
- Grill "Pinnacle"
- Cuisine principal
- Restaurant "Lower la fontaine"

Ce pont supporte également les canots de sauvetage

### Pont 5 - Upper promenade
Le pont "Upper Promenade" dispose de :
- Théâtre "Queen's" (Balcon)
- Boutique
- Atrium
- Bar "Ocean"
- Casino
- Bar "Tropical"
- Casino
- Théâtre "Ambassador"
- Salon "Hudson"
- Galerie d'art
- Boutique de luxe "Marabella"
- Café "Explorations"
- Théâtre "Explorer's"
- Salon "Queen's"
- Salon "King's"
- Restaurant "La Fontaine"

### Pont 6 - Verandah
Le pont "Verandah" dispose de :
- Laverie

### Pont 7 - Navigation
Le pont "Navigation" dispose de :
- Salon "Neptune"

### Pont 8 - Lido
Le pont "Lido" dispose de :
- Centre de fitness
- Suite thermale
- Salon de beauté
- Salle de massage
- Sauna
- Grille
- Piscine
- Bar "Lido"
- Restaurant "Lido"
- Piscine avec vue sur mer

### Pont 9 - Sport
Le pont "Sport" dispose de :
- Dôme de la piscine
- Court de tennis
- Terrain de basketball
- Club "Hal"
- Vidéo arcade

### Pont 10 - Sky
Le pont "Sky" dispose de :
- Piscine
- Terrasse

## Galerie

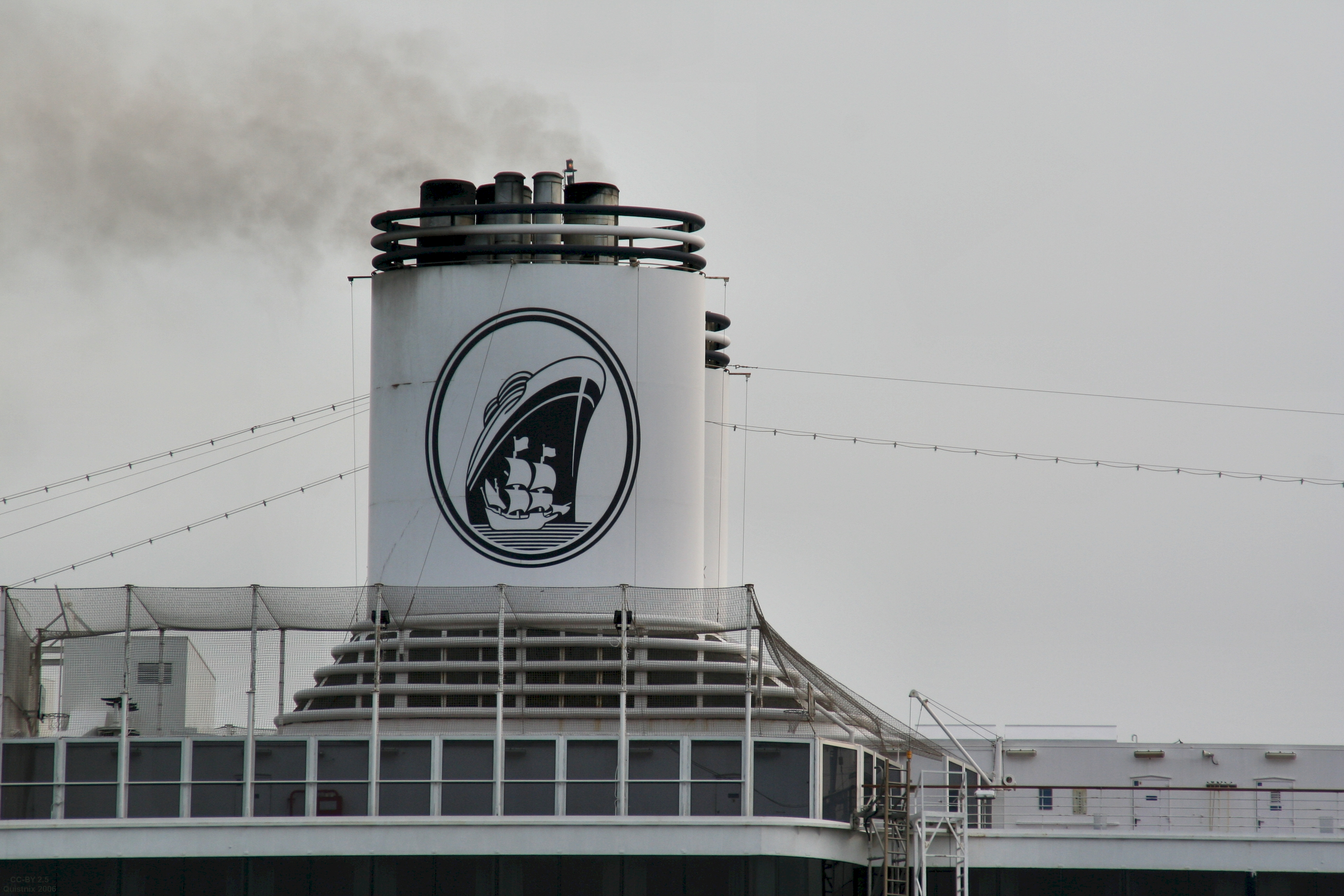
La cheminée du Ms Rotterdam
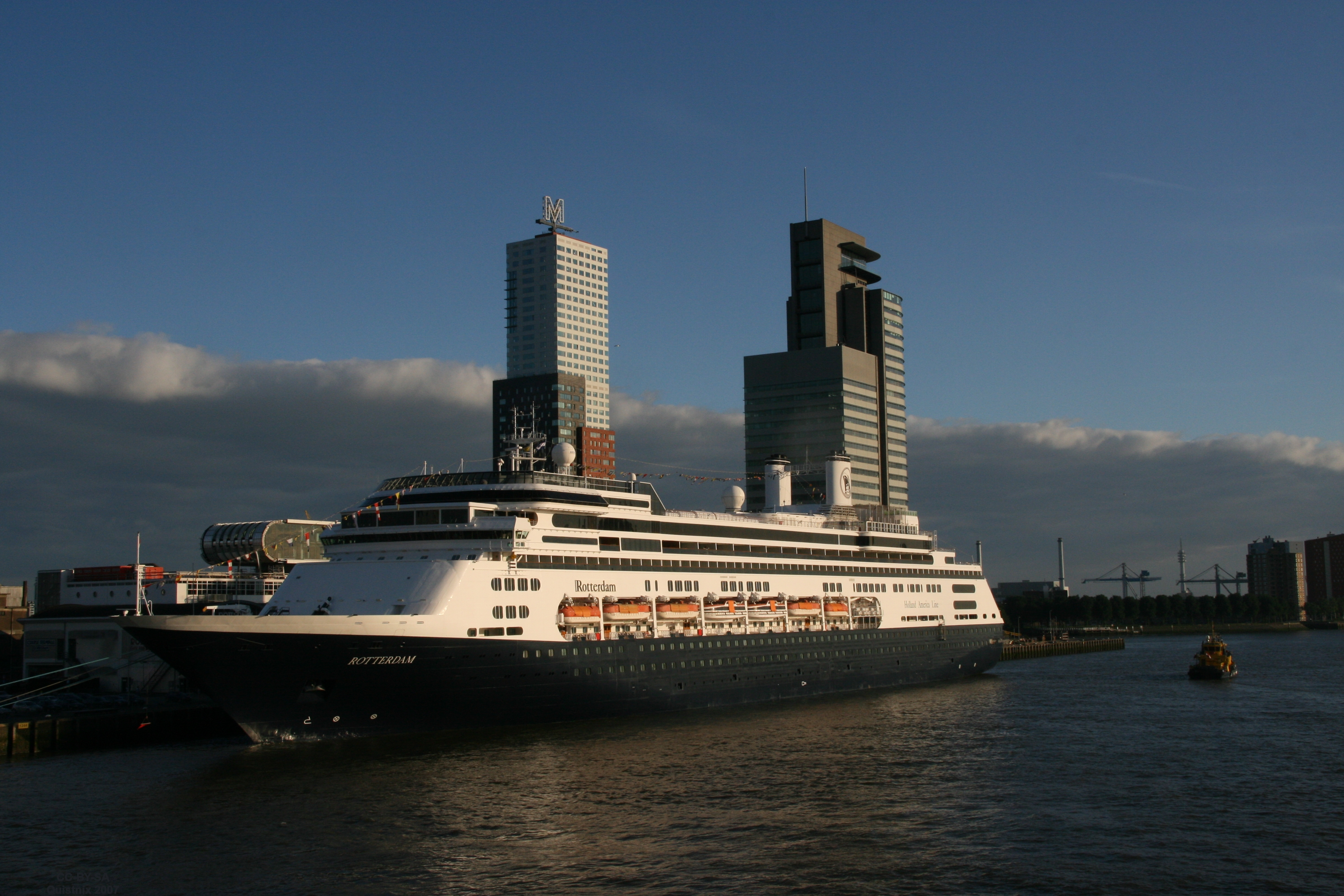
Le Ms Rotterdam